# Alfred Baldwin Sloane
Alfred Baldwin Sloane (Baltimore, 28 d'agost de 1872 - Red Bank, New Jersey, 21 de febrer de 1925) fou un compositor estatunidenc.
Estudià amb mestres particulars i des dels vint-i-tres anys començà escriure obres per al teatre, havent produït un gran nombre d'operetes, revistes, etc.
Cal mencionar les operetes:
- Excelsior (1895);
- Jack and the Beanstalck (1896);
- Libery Belles (1897);
- A Stranger in New York (1898);
- A Million Dollars (1899);
- Broadway to Tokio (1900);
- The King's Carnival (1900);
- Hall of Fame (1901);
- The Mocking Bird (1902);
- Sergeant Kitty (1903);
- Cupid and Co (1904);
- The Gingerbread Man (1905);
- Mama's Papa (1905);
- Tha Maid and the Mimic (1905);
- Coming Thro'the Rye (1906);
- A Prince of Bohemia (1909);
- The Summer Widowers (1910);
- The Hen-Pecks (1911);
- The Never Homes (1911);
- The Sun Dodgers (1912). També és autors de nombroses melodies vocals.